# František Planner
František Planner (9. prosince 1912 Královské Vinohrady – 15. února 1999 Řím) byl český římskokatolický kněz, církevní historik, první český rektor Nepomucena a prelát Jeho Svatosti.

## Život
Vystudoval teologii a církevní historii v Římě, kde také 19. prosince 1936 přijal kněžské svěcení. Poté působil jako kaplan nejprve v Plané a za druhé světové války ve Vinoři, ve farnosti u kostela sv. Ludmily v Praze a v Týnci nad Sázavou. V roce 1947 byl ustanoven ekonomem Papežské koleje Nepomucenum v Římě a tuto funkci vykonával do roku 1950. Vedle toho se významně podílel na ediční činnosti Křesťanské akademie, přes deset let byl jejím sekretářem a od roku 1958 spolu s Karlem Vránou redigoval revue Studie. Dne 18. ledna 1951 jej papež Pius XII. jmenoval tajným komořím Jeho Svatosti. Od listopadu 1964 do roku 1977 byl Planner rektorem Nepomucena jako první Čech v této funkci a 16. února 1967 mu papež Pavel VI. udělil titul papežského preláta. Za své zásluhy byl František Planner rovněž jmenován kanovníkem římské baziliky Panny Marie Sněžné, v jejíž kryptě byl 16. února 1999 pohřben.